# Trud
Trud en bulgare "Труд" prononcé Troud (Travail) est l'un des principaux journaux bulgares. Fondé en 1936 comme journal syndical, et imprimé par des ouvriers communistes, c'est un journal de gauche. Actuellement imprimé sous les presses offset situées à Sofia, est un quotidien paraissant sous forme papier et sous format tabloïd à environ 300 000 exemplaires.
Le groupe de presse allemand Westdeutsche Allgemeine Zeitung (WAZ) détenteur du quotidien Trud en Bulgarie depuis 1997 a revendu son groupe, à une société autrichienne appartenant à Charles de Habsbourg.